# Atlético-Defensores Ayacucho
Atlético-Defensores (2007-2010) fue un equipo de fútbol de la ciudad de Ayacucho, Argentina, producto de la unión deportiva de dos clubes en 2007: el club Atlético Ayacucho y el club Defensores Ayacucho, disuelta en 2010. La conformación de la unión de ligas en 2007 integrado por equipos de la Liga Tandilense de Fútbol, la Liga Ayacuchense de fútbol y la Liga Rauchense de fútbol (la Liga Juarense de fútbol se incorporaría en 2010) llevó a estos dos clubes a unirse para hacerle frente al aspecto deportivo y al económico.
"La Fusión" (como se lo conocía en el mundillo del fútbol local) tuvo destacadas actuaciones tanto en el torneo unión de ligas como (que reúne a equipos de las ciudades de Ayacucho, Tandil, Rauch y Benito Juárez) en los Torneos del Interior de AFA.
En su primer torneo en 2007 logró clasificarse a las semifinales del Clausura luego de relegar en su zona a equipos como Grupo Universitario de Tandil (milita en el Argentino "B"), Ateneo Estrada y UNICEN y posteriormente cayendo en semis ante Club Independiente (Tandil) a la postre campeón. Esta buena actuación le posibilitó obtener una plaza en el Torneos del Interior, a disputarse el próximo año. En el 2008 la Fusión debió afrontar su primer Torneo Federal de la Asociación del Fútbol Argentino (AFA), clasificándose segundo en su grupo con 12 puntos detrás de Botafogo de Rauch para los play-off. En la segunda ronda la Fusión debió enfrentarse Social Mar del Tuyu, perdiendo el 1.er partido como local por 2 tantos contra 0; resultado que lograría revertir en condición de visitante ganando por 3 a 0 consumando la hazaña. En la tercera ronda quedaría eliminado frente al buen equipo de Independiente (Tandil) por un global de 2 a 0. Luego de su participación en el TDI 2008 los dirigidos por Juan Gómez debían afrontar el torneo local apuntando a ser nuevamente protagonistas y con la ilusión de repetir o mejorar la campaña del torneo pasado.
El transitar del equipo en el Apertura 2008 fue muy irregular, victorias contra equipos fuertes como Santamarina (Tandil) y Ferro (Tandil) derrotas contra equipos claramente inferiores, eran la fiel muestra de esta irregularidad. Pese a que estuvo en riesgo la participación de la Fusión en el clausura pudo obtener la clasificación entre los 12 mejores en la última fecha venciendo a Botafogo de Rauch por 2 a 0. La precaria posición alcanzada (11) le valió compartir grupo e el Clausura con Santamarina (Tandil) y Ferro (Tandil), a priori candidatos a quedarse con el único lugar que había para semifinales. Para esta Fase el juego de la Fusión mejoró considerablemente, alcanzando la epopeya de eliminar a los dos grandes de las “Sierras". Tras haber sorteado esta fase Atlético-Defensores debió verse las caras en semifinales con Gimnasia y Esgrima (Tandil); en primera instancia de local en Ayacucho ganando el partido por 2 a 1 y luego de visitante en Tandil, perdiendo por 1 a 0, viendo postergadas nuevamente sus ilusiones de acceder a una Final por el gol de visitante marcado por el rival en Ayacucho.
La derrota ante el "Lobo Tandilense" marcaría el final de un ciclo por demás fructífero con alejamiento del director técnico Juan Gómez por cuestiones personales.
La Temporada 2009 arranca con la designación de la dupla técnica Joaquín Zeberio/Diego Laroca para conducir los destinos de la "Fusión", tanto en el Torneos del Interior como en el torneo local. En el TDI 2009, Atlético-Defensores quedaría primero en su zona con 10 puntos, seguido por Social Santa Teresita con 9 puntos, quedando eliminados Sarmiento de Ayacucho y Social Mar de Ajo. Sport Magdalena sería el próximo rival de "la Fusión", quien lo eliminaría por un global de 5 a 0.
El torneo de la Unión de Ligas 2009, arrojaría un balance negativo, debido a las pobres actuaciones que sostuvo el equipo durante todo el torneo. Luego de la derrota con Villa Aguirre (Tandil) en la fecha 7, la dupla técnica Joaquín Zeberio/Diego Laroca (3PG y 3PP) sería cesada, asumiendo Darío Piris Correia (3PG, 1PE y 7PP) por el resto del campeonato. La irregularidad que evidenció durante la fase regular, le imposibilitó clasificarse para los cuartos de final quedando en la posición nro. 12, con 19 puntos en 17 partidos jugados.
El año 2010 comenzaría con la tercera participación consecutiva de Atlético-Defensores en el Torneos del Interior, compartiendo zona con Sarmiento de Ayacucho, Deportivo Pinamar y Social Mar del Tuyú. La Fusión tendría un desempeño pobre en este torneo, quedando eliminado por primera vez en su historia en primera ronda, producto de 2 victorias (vs. Sarmiento 2 a 1; vs. Dep. Pinamar 4 a 0) y 4 derrotas consecutivas (vs. Mar del Tuyu 1 a 0; vs. Sarmiento 1 a 0; vs. Dep. Pinamar 2 a 1; vs. Mar del Tuyu 4 a 3).
Para la temporada 2010 el campeonato local adopta el nombre de Unión Regional Deportiva con la inclusión de la liga de Benito Juárez y se produce un cambio en la forma de disputa, es decir se jugaría bajo la modalidad de zonas y play off, con el objetivo de reducir costos.
Atlético-Defensores tuvo una actuación aceptable en el torneo Apertura ubicándose tercero en el grupo B con 12 pts. detrás de UNICEN y San José. De esta manera en octavos de final se enfrentaría con Juarense de visitante cayendo por 3 a 0.
En torneo Clausura consagraría Campeón a Atlético-Defensores cumpliendo con un sueño tantas veces postergado. EL camino hacia el campeonato arrancaría en la fase regular, más precisamente en la zona 2 donde la Fusión superó a todos sus rivales (vs. Independiente (Tandil) 3 a 2; vs. San Lorenzo Rauch 3 a 1; vs. Villa Aguirre Tandil 2a 0; vs. Ferroviarios Benito Juárez 1 a 0; vs. Defensores del Cerro Tandil 2 a 0; vs. Gimnasia y Esgrima Tandil 2 a 1), ganado la zona con 18 pts. En los cuartos de final superó a UNICEN (Tandil) por penales, a Independiente (Tandil) en semifinales también por la vía de los penales y en la final a Excursionistas por un global de 6 a 5 (AD: Barrutia 4, Atela, Montalivet; EXC: Yuvisa, Paredes 2, Julián García 2).
La Final del año se desarrolló en la ciudad de Ayacucho entre el campeón del apertura y del clausura, Sarmiento (Ayacucho) y Atlético-Defensores respectivamente, lo que significaba un hecho histórico sin precedentes para el fútbol lugareño.
El primer "chico" fue para la unión deportiva Atlético-Defensores, venciendo a Sarmiento por 2 a 1 (AD: Ocaño y Barrutia; SAR: Martínez), en el estadio Municipal José A. Barbieri, con un gran marco de público. Dicho estadio albergó los 90 minutos finales donde Sarmiento ganó por 1 a 0 (SAR: Aparicio), forzando de esta manera los tiros desde el punto del penal. El penal atajado por el arquero Diego Díaz (ATL-DEF) al jugador Cristian García (SAR), le allano el camino a Juan Pablo Etcheverry (ATL-DEF) para sentenciar al golero Sarmientista Albano, hundiendo el balón en el fondo de la red para desatar el delirio y la locura de la parcialidad "fusionista".
Finalmente en diciembre del 2010 luego del título conseguido, los dirigentes del club Atlético Ayacucho y los del club Defensores Ayacucho, decidieron dar por terminada la Fusión e ir por caminos separados.

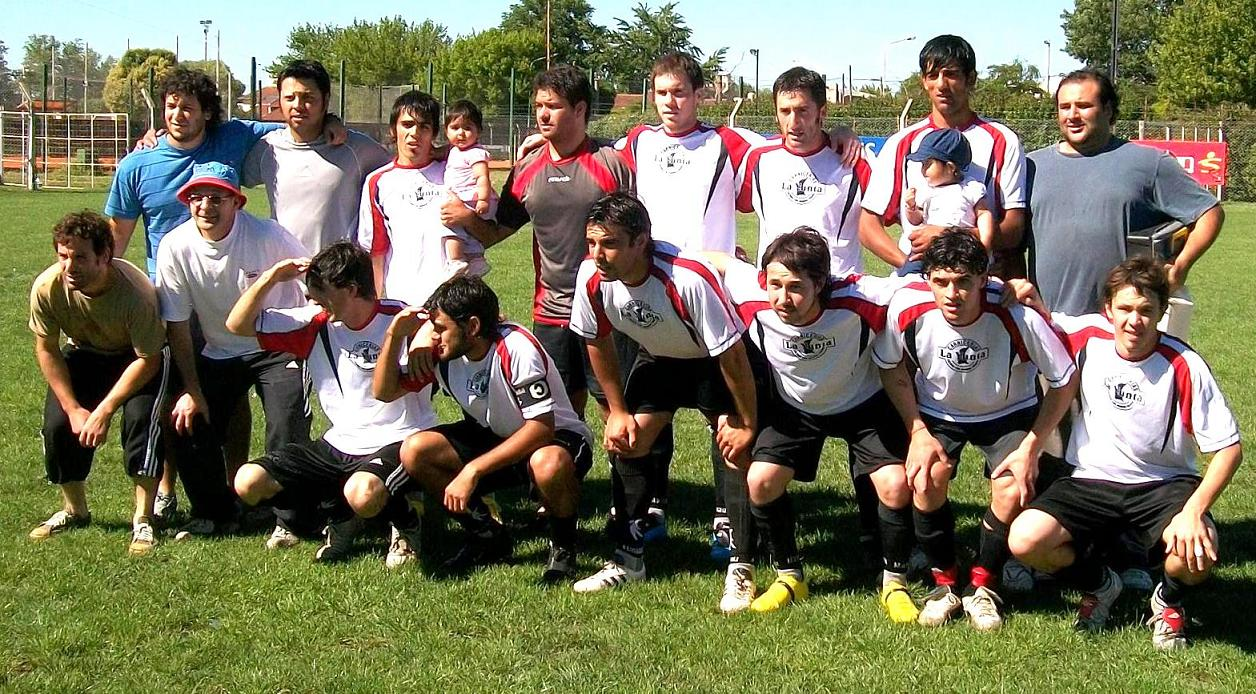
Equipo del Atlético-Defensores que se consagró campeón del torneo clausura Unión Regional Deportiva 2010. Parados: Torres, Etcheverry, Díaz, Traiani, M. Arrayago, Barrutia. Agachados: Piris Correia, C. Arrayago, Ceverio, Atela, Viere, Ocaño, Arca, Montalivet.

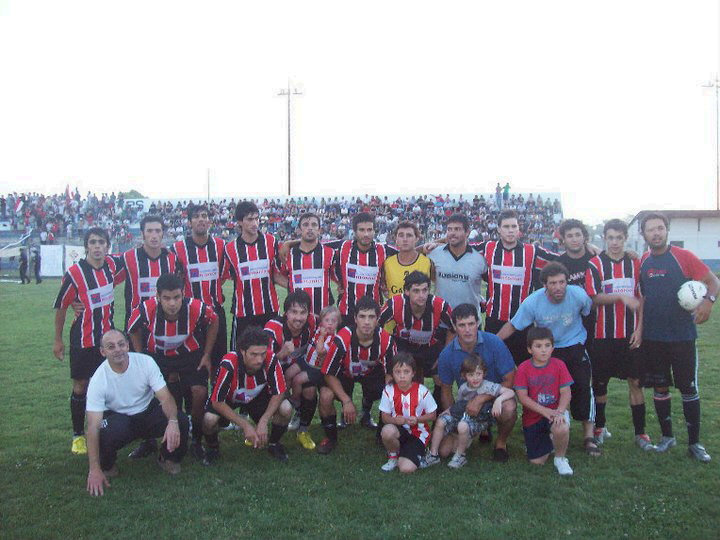
Equipo del Atlético-Defensores que se consagró campeón del torneo Unión Regional Deportiva 2010. Parados: Etcheverry, M. Arrayago, Barrutia, Ceverio, Viere, Pereira, Esteberena, Díaz, Traiani, Montalivet, Torres. Agachados: Piris Correia, Atela, Antonuccio, Ocaño, Vesce, Arca, Piastrelini, C. Arrayago

## Unión Regional Deportiva 2010 - Clausura

### Posiciones finales de la Zona 2
| Equipo                        | Pts | PJ | PG | PE | PP | GF | GC | Dif |
| ----------------------------- | --- | -- | -- | -- | -- | -- | -- | --- |
| Atlético-Defensores (Ayac.)   | 18  | 6  | 6  | 0  | 0  | 13 | 4  | 9   |
| Independiente (Tandil)        | 13  | 6  | 4  | 1  | 1  | 19 | 5  | 14  |
| Gimnasia (Tandil)             | 11  | 6  | 3  | 2  | 1  | 8  | 2  | 6   |
| Villa Aguirre (Tandil)        | 8   | 6  | 2  | 2  | 2  | 8  | 7  | 1   |
| Ferroviarios (Benito Juárez)  | 5   | 6  | 1  | 2  | 3  | 6  | 8  | -2  |
| Defensores del Cerro (Tandil) | 4   | 6  | 1  | 1  | 4  | 11 | 12 | -1  |
| San Lorenzo (Rauch)           | 0   | 6  | 0  | 0  | 6  | 2  | 28 | -26 |

### Fase regular
| 25 de septiembre de 2010 | Atlético-Defensores (Ayacucho)           | 3:2     | Independiente (Tandil)           | José A. Barbieri, Ayacucho |  |
|                          | Santiago Traiani · Juan Pablo Etcheverry | Reporte | Nicolás Trasante · Damian Villar |                            |  |

| 9 de octubre de 2010 | San Lorenzo (Rauch) | 1:3     | Atlético-Defensores (Ayacucho)                             | Municipal de Rauch, Rauch    |                              |
|                      | Walter Atucha       | Reporte | Federico Arca · Juan Pablo Etcheverry · Fausto Piastraleni | Árbitro(s): Germán Caballero | Árbitro(s): Germán Caballero |

| 16 de octubre de 2010 | Atlético-Defensores (Ayacucho)             | 2:0     | Villa Aguirre (Tandil) | José A. Barbieri, Ayacucho |  |
|                       | Juan Pablo Etcheverry · Fausto Piastraleni | Reporte |                        |                            |  |

| 23 de octubre de 2010 | Ferroviarios (Benito Juárez) | 0:1     | Atlético-Defensores (Ayacucho) | Ferroviarios, Benito Juárez |                            |
|                       |                              | Reporte | Nicolás Barrutia               | Árbitro(s): Horacio Alonso  | Árbitro(s): Horacio Alonso |

| 6 de noviembre de 2010 | Atlético-Defensores (Ayacucho)             | 2:0     | Defensores del Cerro (Tandil) | José A. Barbieri, Ayacucho |                           |
|                        | Mariano Montalivet · Juan Pablo Etcheverry | Reporte |                               | Árbitro(s): Marcelo Casco  | Árbitro(s): Marcelo Casco |

| 20 de noviembre de 2010 | Gimnasia y Esgrima (Tandil) | 1:2     | Atlético-Defensores (Ayacucho)             | Gimnasia y Esgrima, Tandil |                           |
|                         | Barbeira                    | Reporte | Mariano Montalivet · Juan Pablo Etcheverry | Árbitro(s): Lucas Novelli  | Árbitro(s): Lucas Novelli |

### Segunda fase
|  | Cuartos de final             | Cuartos de final |                             |                             | Semifinales | Semifinales |  |                         | Final                   | Final                   |  |
|  | 27/11/2010                   | 27/11/2010       |                             |                             | 04/12/2010  | 04/12/2010  |  |                         | 08/12/2010 y 11/12/2010 | 08/12/2010 y 11/12/2010 |  |
|  |                              |                  |                             |                             |             |             |  |                         |                         |                         |  |
|  |                              |                  |                             |                             |             |             |  |                         |                         |                         |  |
|  | Excursionistas (Tandil)      | 2                |                             |                             |             |             |  |                         |                         |                         |  |
|  | Excursionistas (Tandil)      | 2                |                             |                             |             |             |  |                         |                         |                         |  |
|  | Grupo Universitario (Tandil) | 1                |                             |                             |             |             |  |                         |                         |                         |  |
|  | Grupo Universitario (Tandil) | 1                |                             | Excursionistas (Tandil)     | 1           |             |  |                         |                         |                         |  |
|  |                              |                  |                             | Excursionistas (Tandil)     | 1           |             |  |                         |                         |                         |  |
|  |                              |                  | Sarmiento (Ayacucho)        | 0                           |             |             |  |                         |                         |                         |  |
|  | Sarmiento (Ayacucho)         | 1                | Sarmiento (Ayacucho)        | 0                           |             |             |  |                         |                         |                         |  |
|  | Sarmiento (Ayacucho)         | 1                |                             |                             |             |             |  |                         |                         |                         |  |
|  | Velense (Vela)               | 0                |                             |                             |             |             |  |                         |                         |                         |  |
|  | Velense (Vela)               | 0                |                             |                             |             |             |  | Excursionistas (Tandil) | 2 3                     |                         |  |
|  |                              |                  |                             |                             |             |             |  | Excursionistas (Tandil) | 2 3                     |                         |  |
|  |                              |                  | Atlético-Defensores (Ayac.) | 1 5                         |             |             |  |                         |                         |                         |  |
|  | Atlético-Defensores (Ayac.)  | 0 (3)            | Atlético-Defensores (Ayac.) | 1 5                         |             |             |  |                         |                         |                         |  |
|  | Atlético-Defensores (Ayac.)  | 0 (3)            |                             |                             |             |             |  |                         |                         |                         |  |
|  | UNICEN (Tandil)              | 0 (0)            |                             |                             |             |             |  |                         |                         |                         |  |
|  | UNICEN (Tandil)              | 0 (0)            |                             | Atlético-Defensores (Ayac.) | 2 (4)       |             |  |                         |                         |                         |  |
|  |                              |                  |                             | Atlético-Defensores (Ayac.) | 2 (4)       |             |  |                         |                         |                         |  |
|  |                              |                  | Independiente (Tandil)      | 2 (3)                       |             |             |  |                         |                         |                         |  |
|  | Independiente (Tandil)       | 2                | Independiente (Tandil)      | 2 (3)                       |             |             |  |                         |                         |                         |  |
|  | Independiente (Tandil)       | 2                |                             |                             |             |             |  |                         |                         |                         |  |
|  | Juarense (Benito Juárez)     | 0                |                             |                             |             |             |  |                         |                         |                         |  |
|  | Juarense (Benito Juárez)     | 0                |                             |                             |             |             |  |                         |                         |                         |  |
|  |                              |                  |                             |                             |             |             |  |                         |                         |                         |  |

### Fase final
| 27 de noviembre de 2010 | Atlético-Defensores (Ayacucho)                     | 0 : 0 (3:0 p.)             | UNICEN (Tandil)                                          | José A. Barbieri, Ayacucho |                          |
|                         |                                                    | Reporte                    |                                                          | Árbitro(s): Daniel Gómez   | Árbitro(s): Daniel Gómez |
|                         |                                                    | Tiros desde el punto penal |                                                          |                            |                          |
|                         | Alejandro Atela · Esteban Ocaño · Nicolás Barrutia |                            | Mariano Larragneguy · Matías Gramuglia · Emanuel Morondo |                            |                          |

| 4 de diciembre de 2010 | Atlético-Defensores (Ayacucho)                                                                | 2 : 2 (4:3 p.)             | Independiente (Tandil)                                                             | José A. Barbieri, Ayacucho  |                             |
|                        | Juan Pablo Etcheverry · Manuel Ceverio                                                        | Reporte                    | Gastón Olavarrieta                                                                 | Árbitro(s): Daniel Figueroa | Árbitro(s): Daniel Figueroa |
|                        |                                                                                               | Tiros desde el punto penal |                                                                                    |                             |                             |
|                        | Esteban Ocaño · Nicolás Barrutia · Alejandro Atela · Lucio Esteberena · Juan Pablo Etcheverry |                            | Manuel Aguirre · Nicolás Gorosito · Juan I. Turri · Emilio Galavert · Juan Disipio |                             |                             |

| 8 de diciembre de 2010 | Excursionistas (Tandil)      | 2:1     | Atlético-Defensores (Ayacucho) | Excursionistas, Tandil      |                             |
|                        | Roque Yuvisa · Ariel Paredes | Reporte | Nicolás Barrutia               | Árbitro(s): Carlos Martínez | Árbitro(s): Carlos Martínez |

| 11 de diciembre de 2010 | Atlético-Defensores (Ayacucho)                          | 5:3     | Excursionistas (Tandil)       | José A. Barbieri, Ayacucho |                         |
|                         | Nicolás Barrutia · Mariano Montalivet · Alejandro Atela | Reporte | Ariel Paredes · Julián García | Árbitro(s): Jorge Ocaño    | Árbitro(s): Jorge Ocaño |

### Final del Año
| 15 de diciembre de 2010 | Atlético-Defensores (Ayacucho)   | 2:1     | Sarmiento (Ayacucho) | José A. Barbieri, Ayacucho  |                             |
|                         | Esteban Ocaño · Nicolás Barrutia | Reporte | Marcos Martínez      | Árbitro(s): Lucas Gualdieri | Árbitro(s): Lucas Gualdieri |

| 19 de diciembre de 2010 | Sarmiento (Ayacucho) | 1 : 0 (4:5 p.)             | Atlético-Defensores (Ayacucho)                                                                                                 | José A. Barbieri, Ayacucho  |                             |
|                         | Aparicio | Reporte                    | | Árbitro(s): Daniel Figueroa | Árbitro(s): Daniel Figueroa |
|                         | | Tiros desde el punto penal | |                             |                             |
|                         | Pablo Indacoechea · Marcos Martínez · Juan Martínez · Ricardo Sendra · Gonzalo Ialea · Braulio Lorenzo · Cristian García |                            | Esteban Ocaño · Alejandro Atela · Nicolás Barrutia · Lucio Esteberena · Federico Arca · Manuel Ceverio · Juan Pablo Etcheverry |                             |                             |

### Goleadores de Atlético-Defensores en 2010
| Jugador               | Goles | Goles Apertura | Goles Clausura |
| --------------------- | ----- | -------------- | -------------- |
| Nicolás Barrutia      | 11    | 5              | 6              |
| Juan Pablo Etcheverry | 9     | 2              | 7              |
| Fausto Piastrelini    | 8     | 6              | 2              |
| Alejandro Atela       | 4     | 3              | 1              |
| Mariano Montalivet    | 3     | 0              | 3              |
| Esteban Ocaño         | 1     | 0              | 1              |
| Marcos Arrayago       | 1     | 1              | 0              |
| Javier Vesce          | 1     | 1              | 0              |
| Santiago Traiani      | 1     | 0              | 1              |
| Nicolás Baraiolo      | 1     | 1              | 0              |
| Federico Arca         | 1     | 0              | 1              |
| Manuel Ceverio        | 1     | 0              | 1              |

## Plantilla Campeona del torneo U.R.D 2010
- = Capitán

## Participación de Atlético-Defensores en elTorneo del Interior
| Torneo del Interior 2008         | Torneo del Interior 2008 | Torneo del Interior 2008         | Torneo del Interior 2008 | Torneo del Interior 2008 | Torneo del Interior 2008 | Torneo del Interior 2008 | Torneo del Interior 2008 | Torneo del Interior 2008 | Torneo del Interior 2008 | Torneo del Interior 2008 | Torneo del Interior 2008 |
| Primera Fase - zona "44"         | Primera Fase - zona "44" | Primera Fase - zona "44"         | Primera Fase - zona "44" | Primera Fase - zona "44" | Primera Fase - zona "44" | Primera Fase - zona "44" | Primera Fase - zona "44" | Primera Fase - zona "44" | Primera Fase - zona "44" | Primera Fase - zona "44" | Primera Fase - zona "44" |
| Local                            | Resultado                | Visitante                        |                          |                          |                          |                          |                          |                          |                          |                          |                          |
| -------------------------------- | ------------------------ | -------------------------------- | ------------------------ | ------------------------ | ------------------------ | ------------------------ | ------------------------ | ------------------------ | ------------------------ | ------------------------ | ------------------------ |
| Atlético-Defensores (Ayacucho)   | 1 - 0                    | Sarmiento (Ayacucho)             |                          |                          |                          |                          |                          |                          |                          |                          |                          |
| Ferrocarril Roca (Las Flores)    | 2 - 1                    | Atlético-Defensores (Ayacucho)   |                          |                          |                          |                          |                          |                          |                          |                          |                          |
| Atlético-Defensores (Ayacucho)   | 3 - 1                    | Botafogo (Rauch)                 |                          |                          |                          |                          |                          |                          |                          |                          |                          |
| Sarmiento (Ayacucho)             | 1 - 3                    | Atlético-Defensores (Ayacucho)   |                          |                          |                          |                          |                          |                          |                          |                          |                          |
| Atlético-Defensores (Ayacucho)   | 2 - 1                    | Ferrocarril Roca (Las Flores)    |                          |                          |                          |                          |                          |                          |                          |                          |                          |
| Botafogo (Rauch)                 | 2 - 0                    | Atlético-Defensores (Ayacucho)   |                          |                          |                          |                          |                          |                          |                          |                          |                          |
| Segunda ronda                    |                          |                                  |                          |                          |                          |                          |                          |                          |                          |                          |                          |
| Local                            | Resultado                | Visitante                        |                          |                          |                          |                          |                          |                          |                          |                          |                          |
| Atlético-Defensores (Ayacucho)   | 0 - 2                    | Social Mar del Tuyú Mar del Tuyú |                          |                          |                          |                          |                          |                          |                          |                          |                          |
| Social Mar del Tuyú Mar del Tuyú | 0 - 3                    | Atlético-Defensores (Ayacucho)   |                          |                          |                          |                          |                          |                          |                          |                          |                          |
| 32avos de final                  |                          |                                  |                          |                          |                          |                          |                          |                          |                          |                          |                          |
| Local                            | Resultado                | Visitante                        |                          |                          |                          |                          |                          |                          |                          |                          |                          |
| Independiente (Tandil)           | 1 - 0                    | Atlético-Defensores (Ayacucho)   |                          |                          |                          |                          |                          |                          |                          |                          |                          |
| Atlético-Defensores (Ayacucho)   | 0 - 1                    | Independiente (Tandil)           |                          |                          |                          |                          |                          |                          |                          |                          |                          |

| Torneo del Interior 2009               | Torneo del Interior 2009 | Torneo del Interior 2009               | Torneo del Interior 2009 | Torneo del Interior 2009 | Torneo del Interior 2009 | Torneo del Interior 2009 | Torneo del Interior 2009 | Torneo del Interior 2009 | Torneo del Interior 2009 | Torneo del Interior 2009 | Torneo del Interior 2009 |
| Primera Fase - zona "68"               | Primera Fase - zona "68" | Primera Fase - zona "68"               | Primera Fase - zona "68" | Primera Fase - zona "68" | Primera Fase - zona "68" | Primera Fase - zona "68" | Primera Fase - zona "68" | Primera Fase - zona "68" | Primera Fase - zona "68" | Primera Fase - zona "68" | Primera Fase - zona "68" |
| Local                                  | Resultado                | Visitante                              |                          |                          |                          |                          |                          |                          |                          |                          |                          |
| -------------------------------------- | ------------------------ | -------------------------------------- | ------------------------ | ------------------------ | ------------------------ | ------------------------ | ------------------------ | ------------------------ | ------------------------ | ------------------------ | ------------------------ |
| Atlético-Defensores(Ayacucho)          | 0 - 0                    | Sarmiento (Ayacucho)                   |                          |                          |                          |                          |                          |                          |                          |                          |                          |
| Atlético-Defensores (Ayacucho)         | 6 - 1                    | Social Mar de Ajó (Mar de Ajó)         |                          |                          |                          |                          |                          |                          |                          |                          |                          |
| Social Santa Teresita (Santa Teresita) | 2 - 0                    | Atlético-Defensores (Ayacucho)         |                          |                          |                          |                          |                          |                          |                          |                          |                          |
| Sarmiento (Ayacucho)                   | 4 - 2                    | Atlético-Defensores (Ayacucho)         |                          |                          |                          |                          |                          |                          |                          |                          |                          |
| Social Mar de Ajó (Mar de Ajó)         | 0 - 4                    | Atlético-Defensores (Ayacucho)         |                          |                          |                          |                          |                          |                          |                          |                          |                          |
| Atlético-Defensores (Ayacucho)         | 1 - 0                    | Social Santa Teresita (Santa Teresita) |                          |                          |                          |                          |                          |                          |                          |                          |                          |
| Segunda ronda                          |                          |                                        |                          |                          |                          |                          |                          |                          |                          |                          |                          |
| Local                                  | Resultado                | Visitante                              |                          |                          |                          |                          |                          |                          |                          |                          |                          |
| Sport Club (Magdalena)                 | 2 - 0                    | Atlético-Defensores (Ayacucho)         |                          |                          |                          |                          |                          |                          |                          |                          |                          |
| Atlético-Defensores (Ayacucho)         | 0 - 4                    | Sport Club (Magdalena)                 |                          |                          |                          |                          |                          |                          |                          |                          |                          |

| Atlético-Defensores (Ayacucho)     | 2 - 1 | Sarmiento (Ayacucho)               |
| Deportivo Pinamar (Pinamar)        | 0 - 4 | Atlético-Defensores (Ayacucho)     |
| Atlético-Defensores (Ayacucho)     | 0 - 1 | Social Mar del Tuyú (Mar del Tuyú) |
| Sarmiento (Ayacucho)               | 1 - 0 | Atlético-Defensores (Ayacucho)     |
| Atlético-Defensores (Ayacucho)     | 1 - 2 | Deportivo Pinamar (Pinamar)        |
| Social Mar del Tuyú (Mar del Tuyú) | 4 - 3 | Atlético-Defensores (Ayacucho)     |

## Participación de Atlético-Defensores en el Unión Regional Deportiva
| Unión Regional Deportiva 2008                                                                                | Unión Regional Deportiva 2008                                                                               | Unión Regional Deportiva 2008        | Unión Regional Deportiva 2008 | Unión Regional Deportiva 2008 | Unión Regional Deportiva 2008 | Unión Regional Deportiva 2008 | Unión Regional Deportiva 2008 | Unión Regional Deportiva 2008 | Unión Regional Deportiva 2008 | Unión Regional Deportiva 2008 | Unión Regional Deportiva 2008 |
| Apertura | Apertura | Apertura                             | Apertura                      | Apertura                      | Apertura                      | Apertura                      | Apertura                      | Apertura                      | Apertura                      | Apertura                      | Apertura                      |
| Local | Resultado                                                                                                   | Visitante                            |                               |                               |                               |                               |                               |                               |                               |                               |                               |
| --- | --- | ------------------------------------ | ----------------------------- | ----------------------------- | ----------------------------- | ----------------------------- | ----------------------------- | ----------------------------- | ----------------------------- | ----------------------------- | ----------------------------- |
| Santamarina (Tandil)                                                                                         | /1 - 3 Archivado el 4 de marzo de 2016 en Wayback Machine.                                                  | Atlético-Defensores (Ayacucho)       |                               |                               |                               |                               |                               |                               |                               |                               |                               |
| Atlético-Defensores (Ayacucho)                                                                               | /1 - 2 (enlace roto disponible en Internet Archive; véase el historial, la primera versión y la última).    | Villa Aguirre (Tandil)               |                               |                               |                               |                               |                               |                               |                               |                               |                               |
| San Manuel (San Manuel)                                                                                      | /0 - 2 (enlace roto disponible en Internet Archive; véase el historial, la primera versión y la última).    | Atlético-Defensores (Ayacucho)       |                               |                               |                               |                               |                               |                               |                               |                               |                               |
| Atlético-Defensores (Ayacucho)                                                                               | /3 - 1 (enlace roto disponible en Internet Archive; véase el historial, la primera versión y la última).    | La Movediza (Tandil)                 |                               |                               |                               |                               |                               |                               |                               |                               |                               |
| Grupo Universitario (Tandil)                                                                                 | 2 - 0 (enlace roto disponible en Internet Archive; véase el historial, la primera versión y la última).     | Atlético-Defensores (Ayacucho)       |                               |                               |                               |                               |                               |                               |                               |                               |                               |
| Atlético-Defensores (Ayacucho)                                                                               | 1 - 1 | UNICEN (Tandil)                      |                               |                               |                               |                               |                               |                               |                               |                               |                               |
| Atlético-Defensores (Ayacucho)                                                                               | 2 - 1 | San Lorenzo-Juventud Agraria (Rauch) |                               |                               |                               |                               |                               |                               |                               |                               |                               |
| Sarmiento (Ayacucho)                                                                                         | 0 - 3 (enlace roto disponible en Internet Archive; véase el historial, la primera versión y la última).     | Atlético-Defensores (Ayacucho)       |                               |                               |                               |                               |                               |                               |                               |                               |                               |
| Atlético-Defensores (Ayacucho)                                                                               | 1 - 2 (enlace roto disponible en Internet Archive; véase el historial, la primera versión y la última).     | Ateneo Estrada (Ayacucho)            |                               |                               |                               |                               |                               |                               |                               |                               |                               |
| Deportivo Tandil (Tandil)                                                                                    | 1 - 3 (enlace roto disponible en Internet Archive; véase el historial, la primera versión y la última).     | Atlético-Defensores (Ayacucho)       |                               |                               |                               |                               |                               |                               |                               |                               |                               |
| Atlético-Defensores (Ayacucho)                                                                               | 1 - 2 | Gimnasia (Tandil)                    |                               |                               |                               |                               |                               |                               |                               |                               |                               |
| Velense (M. I. Vela)                                                                                         | 2 - 0 | Atlético-Defensores (Ayacucho)       |                               |                               |                               |                               |                               |                               |                               |                               |                               |
| Atlético-Defensores (Ayacucho)                                                                               | 2 - 1 | Ferrocarril Sud (Tandil)             |                               |                               |                               |                               |                               |                               |                               |                               |                               |
| Atlético-Defensores (Ayacucho)                                                                               | 2 - 1 | Jorge Newbery (Tandil)               |                               |                               |                               |                               |                               |                               |                               |                               |                               |
| Atlético-Defensores (Ayacucho)                                                                               | 0 - 0 | San Jose/Excursionistas (Tandil)     |                               |                               |                               |                               |                               |                               |                               |                               |                               |
| Independiente (Tandil)                                                                                       | 1 - 2 (enlace roto disponible en Internet Archive; véase el historial, la primera versión y la última).     | Atlético-Defensores (Ayacucho)       |                               |                               |                               |                               |                               |                               |                               |                               |                               |
| Atlético-Defensores (Ayacucho)                                                                               | 1 - 0 | Botafogo (Rauch)                     |                               |                               |                               |                               |                               |                               |                               |                               |                               |
| Posiciones (enlace roto disponible en Internet Archive; véase el historial, la primera versión y la última). | |                                      |                               |                               |                               |                               |                               |                               |                               |                               |                               |
| Clausura - Zona "B"                                                                                          | |                                      |                               |                               |                               |                               |                               |                               |                               |                               |                               |
| Local | Resultado                                                                                                   | Visitante                            |                               |                               |                               |                               |                               |                               |                               |                               |                               |
| Atlético-Defensores (Ayacucho)                                                                               | 2 - 2 (enlace roto disponible en Internet Archive; véase el historial, la primera versión y la última).     | Santamarina (Tandil)                 |                               |                               |                               |                               |                               |                               |                               |                               |                               |
| Ferrocarril Sud (Tandil)                                                                                     | 2 - 2 | Atlético-Defensores (Ayacucho)       |                               |                               |                               |                               |                               |                               |                               |                               |                               |
| Santamarina (Tandil)                                                                                         | 2 - 2 | Atlético-Defensores (Ayacucho)       |                               |                               |                               |                               |                               |                               |                               |                               |                               |
| Atlético-Defensores (Ayacucho)                                                                               | 2 - 1 (enlace roto disponible en Internet Archive; véase el historial, la primera versión y la última).     | Ferrocarril Sud (Tandil)             |                               |                               |                               |                               |                               |                               |                               |                               |                               |
| Posiciones (enlace roto disponible en Internet Archive; véase el historial, la primera versión y la última). | |                                      |                               |                               |                               |                               |                               |                               |                               |                               |                               |
| Semifinales                                                                                                  | |                                      |                               |                               |                               |                               |                               |                               |                               |                               |                               |
| Local | Resultado                                                                                                   | Visitante                            |                               |                               |                               |                               |                               |                               |                               |                               |                               |
| Atlético-Defensores (Ayacucho)                                                                               | 2 - 1 (enlace roto disponible en Internet Archive; véase el historial, la primera versión y la última).     | Gimnasia (Tandil)                    |                               |                               |                               |                               |                               |                               |                               |                               |                               |
| Gimnasia (Tandil)                                                                                            | (v) 1 - 0 (enlace roto disponible en Internet Archive; véase el historial, la primera versión y la última). | Atlético-Defensores (Ayacucho)       |                               |                               |                               |                               |                               |                               |                               |                               |                               |

| Unión Regional Deportiva 2009  | Unión Regional Deportiva 2009                                                                            | Unión Regional Deportiva 2009        | Unión Regional Deportiva 2009 | Unión Regional Deportiva 2009 | Unión Regional Deportiva 2009 | Unión Regional Deportiva 2009 | Unión Regional Deportiva 2009 | Unión Regional Deportiva 2009 | Unión Regional Deportiva 2009 | Unión Regional Deportiva 2009 | Unión Regional Deportiva 2009 |
| Apertura                       | Apertura                                                                                                 | Apertura                             | Apertura                      | Apertura                      | Apertura                      | Apertura                      | Apertura                      | Apertura                      | Apertura                      | Apertura                      | Apertura                      |
| Local                          | Resultado                                                                                                | Visitante                            |                               |                               |                               |                               |                               |                               |                               |                               |                               |
| ------------------------------ | --- | ------------------------------------ | ----------------------------- | ----------------------------- | ----------------------------- | ----------------------------- | ----------------------------- | ----------------------------- | ----------------------------- | ----------------------------- | ----------------------------- |
| Deportivo Tandil (Tandil)      | 2 - 7 | Atlético-Defensores (Ayacucho)       |                               |                               |                               |                               |                               |                               |                               |                               |                               |
| UNICEN (Tandil)                | 2 - 1 | Atlético-Defensores (Ayacucho)       |                               |                               |                               |                               |                               |                               |                               |                               |                               |
| Atlético-Defensores (Ayacucho) | 3 - 1 | San Lorenzo-Juventud Agraria (Rauch) |                               |                               |                               |                               |                               |                               |                               |                               |                               |
| Loma Negra (Barker)            | 3 - 1 | Atlético-Defensores (Ayacucho)       |                               |                               |                               |                               |                               |                               |                               |                               |                               |
| Atlético-Defensores (Ayacucho) | 1 - 0 | Ateneo Estrada (Ayacucho)            |                               |                               |                               |                               |                               |                               |                               |                               |                               |
| Villa Aguirre (Tandil)         | 2 - 1 | Atlético-Defensores (Ayacucho)       |                               |                               |                               |                               |                               |                               |                               |                               |                               |
| Atlético-Defensores (Ayacucho) | 2 - 3 | Grupo Universitario (Tandil)         |                               |                               |                               |                               |                               |                               |                               |                               |                               |
| Gimnasia (Tandil)              | /0 - 3 (enlace roto disponible en Internet Archive; véase el historial, la primera versión y la última). | Atlético-Defensores (Ayacucho)       |                               |                               |                               |                               |                               |                               |                               |                               |                               |
| Atlético-Defensores (Ayacucho) | 1 - 4 | Independiente (Tandil)               |                               |                               |                               |                               |                               |                               |                               |                               |                               |
| Excursionistas (Tandil)        | 1 - 0 | Atlético-Defensores (Ayacucho)       |                               |                               |                               |                               |                               |                               |                               |                               |                               |
| Atlético-Defensores (Ayacucho) | 1 - 0 | Botafogo (Rauch)                     |                               |                               |                               |                               |                               |                               |                               |                               |                               |
| La Movediza (Tandil)           | 1 - 0 | Atlético-Defensores (Ayacucho)       |                               |                               |                               |                               |                               |                               |                               |                               |                               |
| Atlético-Defensores (Ayacucho) | 2 - 2 | Velense (M. I. Vela)                 |                               |                               |                               |                               |                               |                               |                               |                               |                               |
| Santamarina (Tandil)           | 5 - 0 | Atlético-Defensores (Ayacucho)       |                               |                               |                               |                               |                               |                               |                               |                               |                               |
| Atlético-Defensores (Ayacucho) | 0 - 2 | Ferrocarril Sud (Tandil)             |                               |                               |                               |                               |                               |                               |                               |                               |                               |
| San José (Tandil)              | 1 - 3 | Atlético-Defensores (Ayacucho)       |                               |                               |                               |                               |                               |                               |                               |                               |                               |
| Atlético-Defensores (Ayacucho) | 0 - 2 | Sarmiento (Ayacucho)                 |                               |                               |                               |                               |                               |                               |                               |                               |                               |
| Posiciones                     | |                                      |                               |                               |                               |                               |                               |                               |                               |                               |                               |

| Unión Regional Deportiva 2010  | Unión Regional Deportiva 2010                                                                           | Unión Regional Deportiva 2010  | Unión Regional Deportiva 2010 | Unión Regional Deportiva 2010 | Unión Regional Deportiva 2010 | Unión Regional Deportiva 2010 | Unión Regional Deportiva 2010 | Unión Regional Deportiva 2010 | Unión Regional Deportiva 2010 | Unión Regional Deportiva 2010 | Unión Regional Deportiva 2010 |
| Apertura - Zona 2              | Apertura - Zona 2                                                                                       | Apertura - Zona 2              | Apertura - Zona 2             | Apertura - Zona 2             | Apertura - Zona 2             | Apertura - Zona 2             | Apertura - Zona 2             | Apertura - Zona 2             | Apertura - Zona 2             | Apertura - Zona 2             | Apertura - Zona 2             |
| Local                          | Resultado                                                                                               | Visitante                      |                               |                               |                               |                               |                               |                               |                               |                               |                               |
| ------------------------------ | --- | ------------------------------ | ----------------------------- | ----------------------------- | ----------------------------- | ----------------------------- | ----------------------------- | ----------------------------- | ----------------------------- | ----------------------------- | ----------------------------- |
| San Jose (Tandil)              | 2 - 1                                                                                                   | Atlético-Defensores (Ayacucho) |                               |                               |                               |                               |                               |                               |                               |                               |                               |
| Atlético-Defensores(Ayacucho)  | 2 - 1                                                                                                   | Deportivo Tandil (Tandil)      |                               |                               |                               |                               |                               |                               |                               |                               |                               |
| UNICEN (Tandil)                | 0 - 0                                                                                                   | Atlético-Defensores (Ayacucho) |                               |                               |                               |                               |                               |                               |                               |                               |                               |
| Atlético-Defensores (Ayacucho) | 3 - 2                                                                                                   | San Lorenzo (Rauch)            |                               |                               |                               |                               |                               |                               |                               |                               |                               |
| Sarmiento (Ayacucho)           | 4 - 1 (enlace roto disponible en Internet Archive; véase el historial, la primera versión y la última). | Atlético-Defensores (Ayacucho) |                               |                               |                               |                               |                               |                               |                               |                               |                               |
| Atlético-Defensores (Ayacucho) | 1 - 1 (enlace roto disponible en Internet Archive; véase el historial, la primera versión y la última). | San José (Tandil)              |                               |                               |                               |                               |                               |                               |                               |                               |                               |
| Deportivo Tandil (Tandil)      | 1 - 6                                                                                                   | Atlético-Defensores (Ayacucho) |                               |                               |                               |                               |                               |                               |                               |                               |                               |
| Atlético-Defensores (Ayacucho) | 1 - 1                                                                                                   | UNICEN (Tandil)                |                               |                               |                               |                               |                               |                               |                               |                               |                               |
| San Lorenzo (Rauch)            | 4 - 2                                                                                                   | Atlético-Defensores (Ayacucho) |                               |                               |                               |                               |                               |                               |                               |                               |                               |
| Atlético-Defensores (Ayacucho) | 2 - 4                                                                                                   | Sarmiento (Ayacucho)           |                               |                               |                               |                               |                               |                               |                               |                               |                               |
| Posiciones                     | |                                |                               |                               |                               |                               |                               |                               |                               |                               |                               |
| Octavos de final               | |                                |                               |                               |                               |                               |                               |                               |                               |                               |                               |
| Local                          | Resultado                                                                                               | Visitante                      |                               |                               |                               |                               |                               |                               |                               |                               |                               |
| Juarense (Benito Juárez)       | 3 - 0                                                                                                   | Atlético-Defensores (Ayacucho) |                               |                               |                               |                               |                               |                               |                               |                               |                               |

## Directores técnicos
- 2007-2008  Juan Gómez
- 2008-2009  Joaquín Zeberio/Diego Laroca
- 2009-2010  Darío Piris Correia

## Palmarés
- Unión Regional Deportiva 2010

## Distinciones
- Rosa de Oro 2010